# Премия AVN MILF/Cougar-исполнительнице года
Премия AVN MILF/Cougar-исполнительнице года (англ. AVN Award for MILF/Cougar Performer of the Year) — ежегодная награда, вручаемая в январе в Лас-Вегасе, Невада на церемонии AVN Awards. Вручается лучшей MILF-исполнительнице по итогам работ за предыдущий год (как и все прочие номинации AVN Awards). Премия была учреждена в 2009 году. Последним лауреатом на 2025 год является Чери Девилль.

## Лауреаты и номинанты

### 2000-е годы
| Церемония/Год | Фото лауреата | Лауреат  | Номинанты |
| ------------- | ------------- | -------- | --- |
| 26-я (2009)   |               | Лиза Энн | Бренда Джеймс Девон Ли Джулия Энн Дэррил Хана Келли Мэдисон Кендра Секретс Кристал Саммерс Магдалина Сент-Майклз Нина Хартли Пэйтон Ли Рэйвинесс Сиенна Вест Франческа Ли Эмбер Линн |

### 2010-е годы
| Церемония/Год | Фото лауреата | Лауреат            | Номинанты |
| ------------- | ------------- | ------------------ | --- |
| 27-я (2010)   |               | Джулия Энн (I)     | Даймонд Фокс Дэррил Хана Индия Саммер Кайли Айрлэнд Келли Мэдисон Лиза Энн Магдалина Сент-Майклз Персия Пил Рейчел Девайн Рэйвинесс Рэйчел Лав Франческа Ли Хантер Брайс Холли Халстон |
| 28-я (2011)   |               | Джулия Энн (II)    | Ванна Стерлинг Даймонд Фокс Джанет Мейсон Дианна Лаурен Дома Индия Саммер Келли Мэдисон Лиза Энн Пэйтон Ли Рейчел Девайн Рэйвинесс Рэйлин Таня Тейт Франческа Ли                       |
| 29-я (2012)   |               | Индия Саммер (I)   | Ава Аддамс Анжанетт Астория Вероника Авлав Даймонд Фокс Дарла Крейн Джулия Энн Зои Холлоуэй Инари Вэш Келли Мэдисон Лиза Энн Рэйлин Таня Тейт Франческа Ли Элексис Монро               |
| 30-я (2013)   |               | Джулия Энн (III)   | Ава Аддамс Брэнди Лав Ванилла Девилль Вероника Авлав Дома Индия Саммер Келли Мэдисон Лиза Энн Магдалина Сент-Майклз Нина Хартли Рэйлин Таня Тейт Феникс Мари Франческа Ли              |
| 31-я (2014)   |               | Индия Саммер (II)  | Ава Аддамс Вероника Авлав Джоди Уэст Джулия Энн Дома Зои Холлоуэй Келли Мэдисон Кендра Ласт Лиза Энн Магдалина Сент-Майклз Рэйвинесс Таня Тейт Франческа Ли Чери Девилль               |
| 32-я (2015)   |               | Индия Саммер (III) | Ава Аддамс Ариелла Феррера Брэнди Лав Вероника Авлав Джоди Уэст Джулия Энн Келли Мэдисон Кендра Ласт Киара Миа Лиза Энн Никита фон Джеймс Франческа Ли Чери Девилль Эллисон Мур        |
| 33-я (2016)   |               | Кендра Ласт (I)    | Ава Аддамс Алена Крофт Бриджит Би Брэнди Лав Вероника Авлав Джоди Уэст Джулия Энн Индия Саммер Мерседес Каррера Нина Элле Райан Коннер Феникс Мари Франческа Ли Чери Девилль           |
| 34-я (2017)   |               | Кендра Ласт (II)   | Ава Аддамс Алексис Фоукс Бриана Бэнкс Брэнди Лав Вероника Авлав Дана Весполи Джоди Уэст Джулия Энн Индия Саммер Мерседес Каррера Нина Элле Райан Коннер Франческа Ли Чери Девилль      |
| 35-я (2018)   |               | Чери Девилль (I)   | Алексис Фоукс Алия Лав Анна Белл Пикс Бриана Бэнкс Бриджит Би Брэнди Лав Джулия Энн Индия Саммер Кендра Ласт Кэти Морган Мерседес Каррера Нина Элле Рейган Фокс Сара Ванделла          |
| 36-я (2019)   |               | Чери Девилль (II)  | Алексис Фоукс Анна Белл Пикс Бриджит Би Брэнди Лав Джулия Энн Индия Саммер Кендра Ласт Кэти Морган Мерседес Каррера Нина Элле Райчел Райан Рейган Фокс Сайрен де Мер Сара Ванделла     |

### 2020-е годы
| Церемония/Год | Фото лауреата | Лауреат            | Номинанты |
| ------------- | ------------- | ------------------ | --- |
| 37-я (2020)   |               | Алексис Фоукс (I)  | Бриджит Би Бритни Эмбер Брэнди Лав Дана Деармонд Индия Саммер Кендра Ласт Кэти Морган Лондон Ривер Нина Элле Райчел Райан Рейган Фокс Сара Ванделла Сильвия Сэйдж Чери Девилль  |
| 38-я (2021)   |               | Чери Девилль (III) | Алексис Фоукс Бриджит Би Бритни Эмбер Брэнди Лав Ди Уильямс Крисси Линн Лекси Луна Лондон Ривер Маккензи Ли Райан Кили Рейган Фокс Сайрен де Мер Сара Ванделла Тексас Патти     |
| 39-я (2022)   |               | Алексис Фоукс (II) | Бриджит Би Бритни Эмбер Брэнди Лав Ди Уильямс Каска Акашова Кит Мерсер Лекси Луна Лондон Ривер Пенни Барбер Рейган Фокс Рэйчел Кавалли Сильвия Сэйдж Чери Девилль Шина Райдер   |
| 40-я (2023)   |               | Чери Девилль (IV)  | Алексис Фоукс Бриджит Би Бриттани Эндрюс Брэнди Лав Джессика Райан Ди Уильямс Кори Чейз Кристал Раш Лекси Луна Лондон Ривер Наташа Найс Пенни Барбер Рейган Фокс Рэйчел Кавалли |
| 41-я (2024)   |               | Пенни Барбер       | Алексис Фоукс Армани Блэк Банни Мэдисон Брэнди Лав Кори Чейз Лекси Луна Лондон Ривер Лорен Филлипс Наташа Найс Рейган Фокс Рэйчел Кавалли Слимтик Вик София Лок Чери Девилль    |
| 42-я (2025)   |               | Чери Девилль (V)   | Алексис Фоукс Банни Мэдисон Брэнди Лав Кори Чейз Лекси Луна Лорен Филлипс Наташа Найс Пенни Барбер Рейган Фокс Слимтик Вик Сэди Саммерс Франческа Ле Чарли Форд Шей Сайтс       |